# Mercedes-Benz Clase CLS (C257)
El Mercedes-Benz CLS C257 es la tercera y actual generación de la gama CLS de berlinas de cuatro puertas, y se lanzó en 2018 como sucesor del Mercedes-Benz CLS (C218). Solo está disponible como sedán, sin planes de introducir una variante Shooting Brake en un futuro próximo.

## Desarrollo y lanzamiento
La información sobre el C257 CLS se publicó en línea el 29 de noviembre de 2017, con una presentación pública en el Auto Show de Detroit en enero de 2018.
El nuevo CLS utiliza una suspensión delantera de cuatro brazos y una suspensión trasera de cinco brazos y viene en configuraciones de tracción trasera y tracción total (4MATIC). Los modelos CLS 53 4MATIC+ utilizan tracción total variable, lo que permite distribuir el par entre los ejes delantero y trasero. Se utiliza un motor eléctrico para aumentar la potencia de salida en 16 kW (21 HP) y 249 N·m (184 lb·pie), y también alimenta el sistema de 48 voltios a bordo.

El CLS ahora también es un automóvil de cinco plazas, en lugar de ser unas cuatro plazas como en las dos generaciones anteriores.

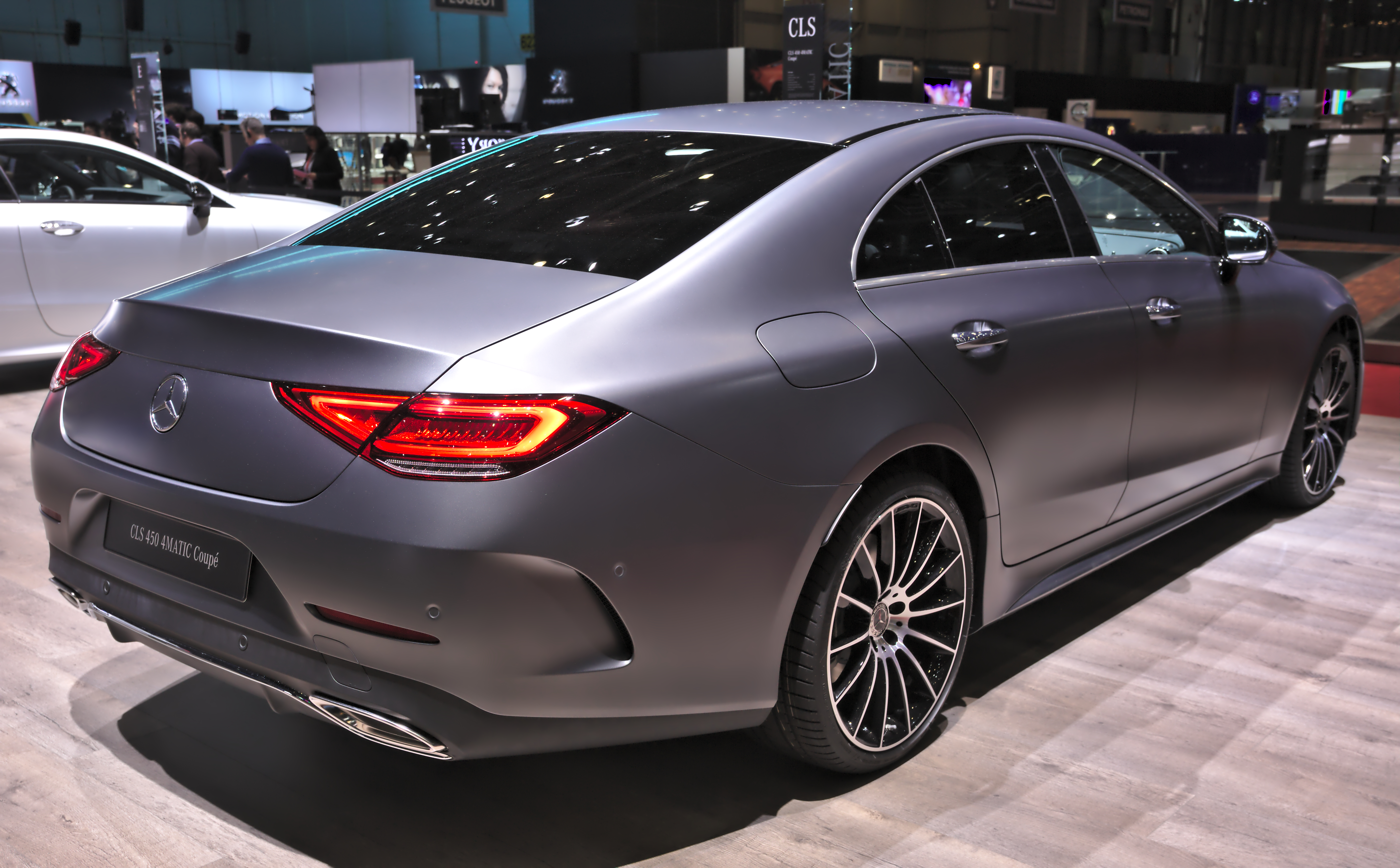
Vista trasera de un CLS 450 4Matic
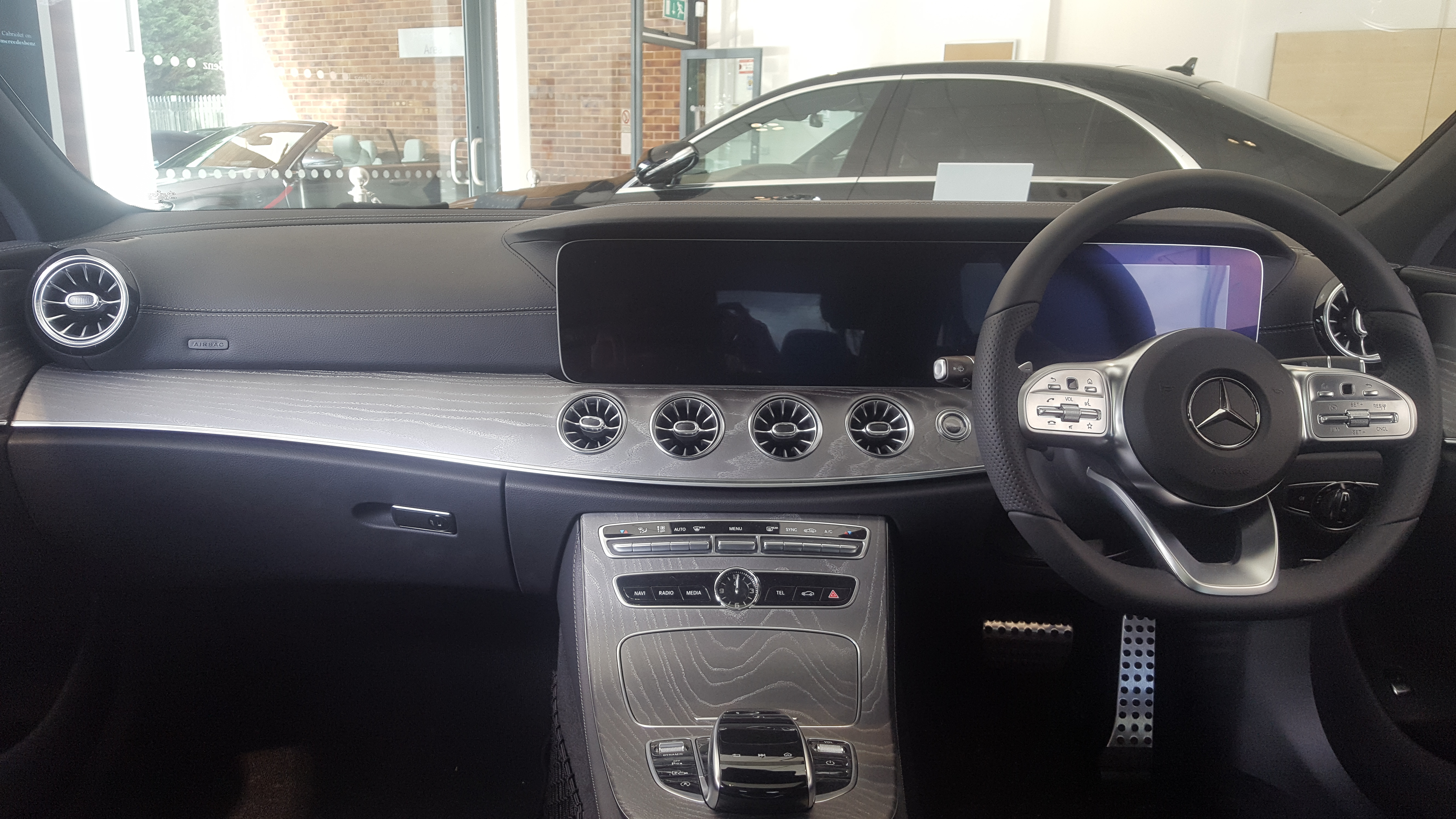
Interior de un CLS 350d 4Matic
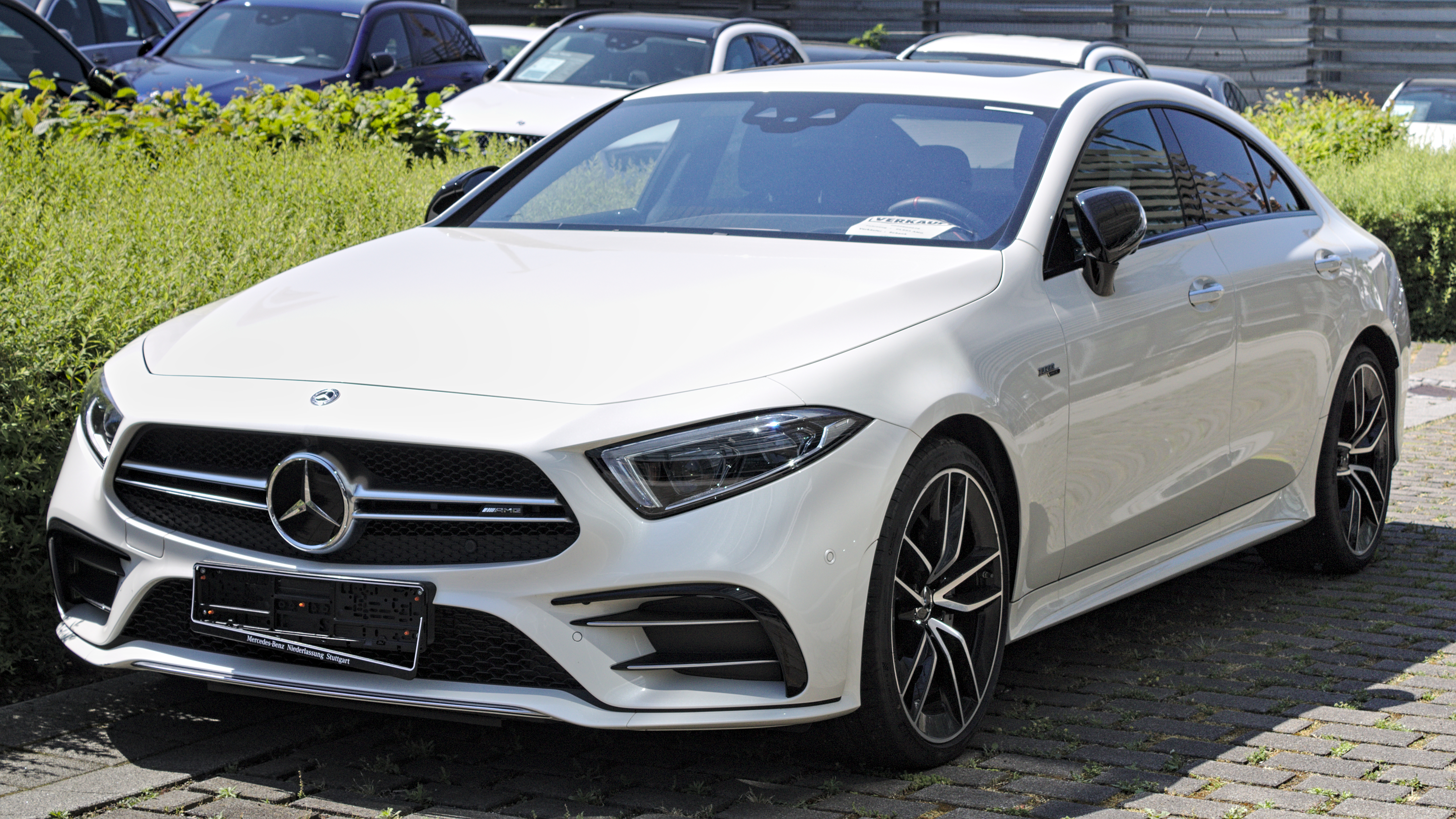
Mercedes-AMG CLS 53
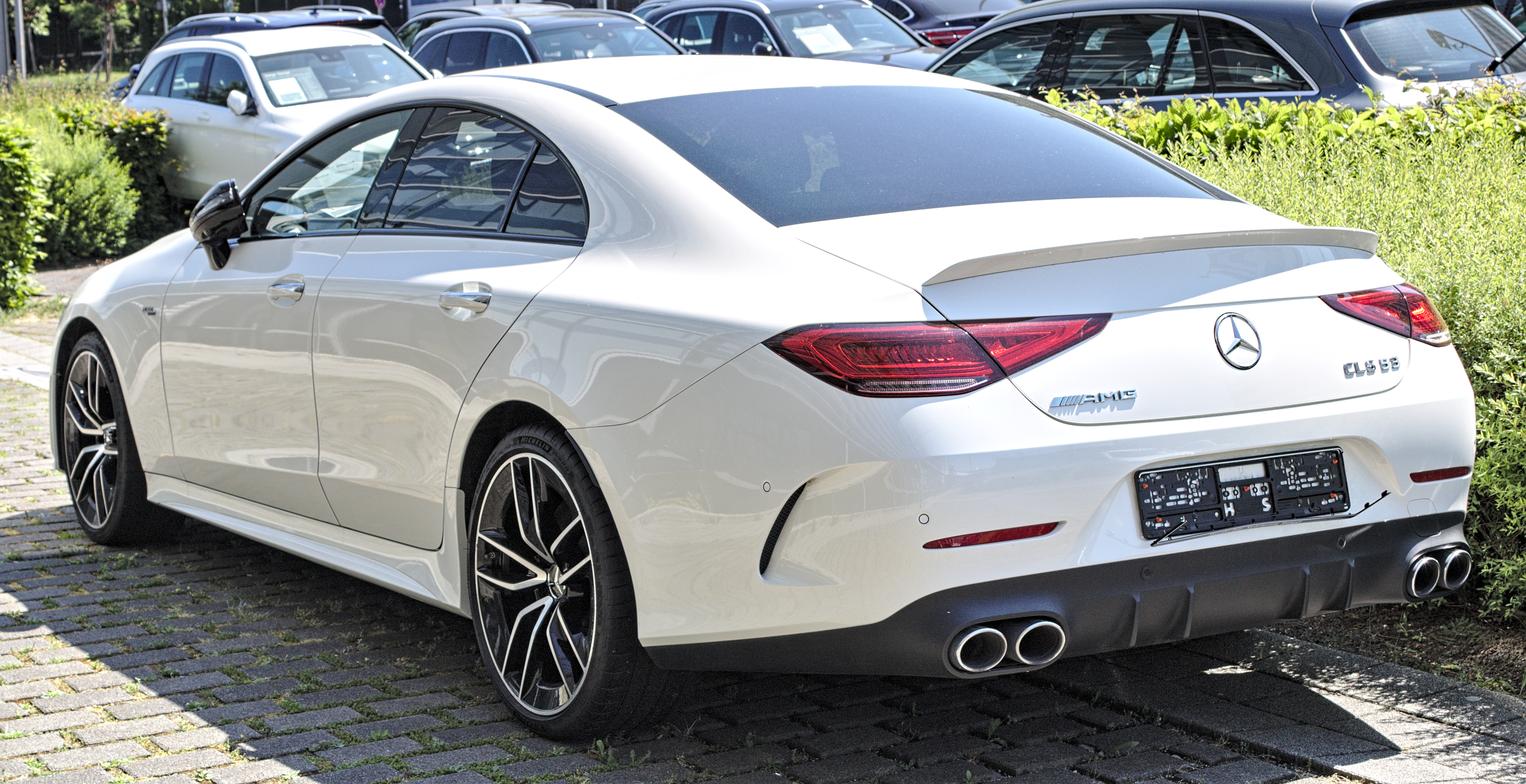
Mercedes-AMG CLS 53

## Equipo
El equipo estándar incluye faros LED, llantas de aleación de 18 pulgadas, iluminación ambiental, así como sistemas de asistencia para el límite de velocidad y mantenimiento de carril. Los modelos CLS también cuentan con servicios en línea 'Mercedes me' con un módulo LTE incorporado en el automóvil, lo que permite servicios de conserjería y control remoto del automóvil. El equipo opcional incluye suspensión neumática y una cabina de pantalla ancha que consta de dos pantallas de 12,3 pulgadas en el tablero. También está disponible una línea AMG e incluye un estilo de carrocería AMG, una parrilla del radiador con diseño de diamante, llantas de aleación de 19 pulgadas y un volante deportivo de fondo plano.

## Modelos

### Motores de gasolina
| Modelo             | Años      | Motor                                                    | Poder                                   | Esfuerzo de torsión                  | 0-100 km/h (0-62 mph) |
| ------------------ | --------- | -------------------------------------------------------- | --------------------------------------- | ------------------------------------ | --------------------- |
| CLS 260 (China)    | 2020-     | M264 E15 DEH LA1.5 L I4 turbo + 48V Híbrido suave        | 147 kW (197 HP; 200 CV)                 | 280 N·m (207 lb·pie)                 | 8,7 segundos          |
| CLS 350            | 2018-2020 | M264 DE20 LA 2.0 L I4 turbo + ISG híbrido suave EQ Boost | 220 kW (295 HP; 299 CV) a 5800–6100 rpm | 400 N·m (295 lb·pie) a 3000-4000 rpm | 6,0 s                 |
| CLS 450 4MATIC     | 2018–     | M256 E303.0 L I6 turbo + ISG híbrido suave EQ Boost      | 270 kW (362 HP; 367 CV) a 5500–6100 rpm | 500 N·m (369 lb·pie) a 1600–4000 rpm | 4,8 s                 |
| AMG CLS 53 4MATIC+ | 2018–     | M256 E303.0 L I6 turbo + ISG híbrido suave EQ Boost      | 320 kW (429 HP; 435 CV)a 6.100 rpm      | 520 N·m (384 lb·pie) a 1800–5800 rpm | 4,5 s                 |

### Motores diésel
| Modelo          | Años      | Motor                                                       | Energía                                 | Esfuerzo de torsión                    | 0-100 km/h (0-62 mph) |
| --------------- | --------- | ----------------------------------------------------------- | --------------------------------------- | -------------------------------------- | --------------------- |
| CLS 220d        | 2019–     | OM654 DE20 SCR 2.0 L I4 turbo + ISG híbrido suave EQ Boost  | 154 kW (207 HP; 209 CV) a 3.800 rpm     | 400 N·m (295 lb·pie) a 1.600-2.800 rpm | 7,5 s                 |
| CLS 300d        | 2018-2020 | OM654 DE20 SCR 2.0 L I4 turbo + ISG híbrido suave EQ Boost  | 180 kW (241 HP; 245 CV) a 4.200 rpm     | 500 N·m (369 lb·pie) a 1.600-2.400 rpm | 6,4 s                 |
| CLS 300d 4MATIC | 2021–     | OM654 DE20 SCR 2.0 L I4 turbo + ISG híbrido suave EQ Boost  | 195 kW (261 HP; 265 CV) a 4.200 rpm     | 550 N·m (406 lb·pie) a 1800–2200 rpm   | 6,4 s                 |
| CLS 350d 4MATIC | 2018-2020 | OM656 D29 SCR 2.9 L I6 biturbo + ISG híbrido suave EQ Boost | 210 kW (282 HP; 286 CV) a 3400–4600 rpm | 600 N·m (443 lb·pie) a 1200–3200 rpm   | 5,7 s                 |
| CLS 400d 4MATIC | 2018-2020 | OM656 D29 SCR 2.9 L I6 biturbo + ISG híbrido suave EQ Boost | 250 kW (335 HP; 340 CV) a 3600–4400 rpm | 700 N·m (516 lb·pie) a 1200–3200 rpm   | 5,0 s                 |
| CLS 400d 4MATIC | 2020-     | OM656 D29 SCR 2.9 L I6 biturbo + ISG híbrido suave EQ Boost | 243 kW (326 HP; 330 CV) a 3600–4200 rpm | 700 N·m (516 lb·pie) a 1200–3200 rpm   | 5,2 s                 |